# Donal O’Sullivan (Historiker)
Dónal O’Sullivan (* 1965 in Köln) ist ein deutsch-irischer Historiker und ehemaliger Journalist.

## Leben
O’Sullivan studierte von 1984 bis 1989 Politische Wissenschaften, Neuere und Osteuropäische Geschichte und Öffentliches Recht an der Rheinischen Friedrich-Wilhelms-Universität Bonn (Magister Artium 1989). Von 1990 bis 1996 war er Redakteur der russischsprachigen Abteilung des deutschen Auslandsrundfunks Deutsche Welle. 1995 wurde er in Politikwissenschaften über deutsche und britische Russlandbilder der 1920er und 1930er Jahre zum Dr. phil. promoviert. Danach war er wissenschaftlicher Mitarbeiter bzw. Assistent am Lehrstuhl für Mittel- und Osteuropäische Zeitgeschichte (Professur Leonid Luks) an der Geschichts- und Gesellschaftswissenschaftlichen Fakultät der Katholischen Universität Eichstätt-Ingolstadt in Eichstätt. 2001 folgte die geschichtswissenschaftliche Habilitation über die sowjetische Osteuropapolitik zwischen 1939 und 1949.
Von 2001 bis 2005 war er Visiting Assistant Professor of History am „Liberal Arts“ Claremont McKenna College in Kalifornien. Seit 2007 ist er Assistant bzw. Associate Professor am Department of History der California State University, Northridge (CSUN), wo er deutsche und russische Geschichte unterrichtet. Seine Schwerpunkte liegen auf Russland, der Sowjetunion und Internationalen Beziehungen. 2009 gewann er den CSUN Distinguished Teaching Award und 2012 das College Teaching Fellowship. 2011 nahm er am Summer Archives Workshop der Hoover Institution on War, Revolution, and Peace an der Stanford University in Kalifornien teil.
O’Sullivan war bis 2001 Mitherausgeber der Zeitschrift Forum für osteuropäische Ideen- und Zeitgeschichte des Zentralinstituts für Mittel- und Osteuropastudien (ZIMOS) an der Katholischen Universität Eichstätt-Ingolstadt. Ferner veröffentlichte er u. a. in den Vierteljahrsheften für Zeitgeschichte und in Politikon. Gemeinsam mit anderen Wissenschaftlern (u. a. Nikolaus Katzer und Wolfgang Muellerist) er mit dem Projekt Handbuch der sowjetischen Außenpolitik 1917–1991 betraut.

## Auszeichnungen
- 1993/94: Friedwart Bruckhaus-Förderpreis der Hanns Martin Schleyer-Stiftung[4] (für eine mehrteilige Serie über das politische Denken in Westeuropa)
- 1995: Kurt-Magnus-Preis der ARD
- 2008: Historikerpreis der Erich-und-Erna-Kronauer-Stiftung (für Stalins "cordon sanitaire")

## Schriften (Auswahl)
Monografien
- Furcht und Faszination. Deutsche und britische Russlandbilder, 1921–1933. Böhlau, Köln u. a. 1996, ISBN 3-412-07996-0.
- Stalins „cordon sanitaire“. Die sowjetische Osteuropapolitik und die Reaktionen des Westens 1939–1949. Schöningh, Paderborn u. a. 2003, ISBN 3-506-70142-8.
- Dealing with the devil. Anglo-Soviet intelligence cooperation in the Second World War (= Studies in modern European history. Vol. 63). Lang, New York u. a. 2010, ISBN 978-1-4331-0581-4.

Herausgeberschaft
- mit Leonid Luks (Hrsg.): Die Rückkehr der Geschichte. Osteuropa auf der Suche nach Kontinuität (= Schriften des Zentralinstituts für Mittel- und Osteuropastudien. Bd. 2). Böhlau, Köln u. a. 1999, ISBN 3-412-07097-1.
- mit Leonid Luks (Hrsg.): Rußland und Deutschland im 19. und 20. Jahrhundert. Zwei „Sonderwege“ im Vergleich (= Schriften des Zentralinstituts für Mittel- und Osteuropastudien. Bd. 4). Böhlau, Köln u. a. 2001, ISBN 3-412-04000-2.

Beiträge in Sammelbänden
- „Je später man uns um Hilfe bittet, desto teurer wird man sie uns bezahlen“ – die sowjetische Außenpolitik zwischen dem Münchener Abkommen und dem 22. Juni 1941. In: Ludmila Thomas, Viktor Knoll (Hrsg.): Zwischen Tradition und Revolution. Determinanten und Strukturen sowjetischer Aussenpolitik 1917–1941 (= Quellen und Studien zur Geschichte des östlichen Europa. Bd. 59). Steiner, Stuttgart 2000, ISBN 3-515-07700-6, S. 157 ff.
- „Unsere Satelliten“ — globale und regionale Machtansprüche der UdSSR 1943–1956. In: Waltraud Schreiber (Hrsg.): Vom Imperium Romanum zum global village. „Globalisierungen“ im Spiegel der Geschichte (= Schriftenreihe Eichstätter Kontaktstudium zum Geschichtsunterricht. Bd. 1). Ars Una, Neuried 2000, ISBN 3-89391-483-8, S. 319 ff.
- »Wer immer ein Gebiet besetzt...« Sowjetische Osteuropapolitik 1943–1947/48. In: Stefan Creuzberger, Manfred Görtemaker (Hrsg.): Gleichschaltung unter Stalin?. Die Entwicklung der Parteien im östlichen Europa 1944–1949. Schöningh, Paderborn u. a. 2002, ISBN 3-506-76164-1, S. 45 ff.
- Foreign Policy and the Archival Experience in Russia. In: Stefan Creuzberger, Rainer Lindner (Hrsg.): Russische Archive und Geschichtswissenschaft. Rechtsgrundlagen – Arbeitsbedingungen – Forschungsperspektiven (= Zeitgeschichte, Kommunismus, Stalinismus. Bd. 2). Lang, Frankfurt am Main u. a. 2003, ISBN 3-631-51827-7, S. 255 ff.
- Außenpolitik. In: Thomas M. Bohn, Dietmar Neutatz (Hrsg.): Studienhandbuch östliches Europa. Band 2: Geschichte des russischen Reiches und der Sowjetunion (= UTB. 3168: Geschichte). 2., überarbeitete und aktualisierte Auflage, Böhlau (UTB), Köln u. a. 2009, ISBN 978-3-8252-3168-2, S. 137 ff.
- Fighting in Three Uniforms. Soviet POWs in World War Two. In: Nir Arielli, Bruce Collins (Hrsg.): Transnational Soldiers: Foreign Military Enlistment in the Modern Era. palgrave macmillan, New York u. a. 2013, ISBN 978-0-230-31968-4, S. 233 ff.